# خرگوش فرچه‌ای سان خوزه
خرگوش فرچه‌ای سان خوزه (نام علمی: Sylvilagus mansuetus) نام یک گونه از سرده خرگوش‌های دم‌پنبه‌ای است.